# Vittinge
Vittinge är en tätort i Heby kommun och kyrkbyn i Vittinge socken i Uppsala län, Uppland. Samhället delas av riksväg 72 samt järnvägen (Dalabanan). Vittinge ligger 30 kilometer väster om Uppsala.

## Historia
Namnet skrevs 1344 de Hwitunge. Detta är en inbyggarbeteckning som förmodligen bildats till ortnamnet Vitmossen, Vitsjön eller dylikt.

### Befolkningsutveckling
| Befolkningsutvecklingen i Vittinge 1950–2020 | Befolkningsutvecklingen i Vittinge 1950–2020 | Befolkningsutvecklingen i Vittinge 1950–2020 | Befolkningsutvecklingen i Vittinge 1950–2020 | Befolkningsutvecklingen i Vittinge 1950–2020 |
| -------------------------------------------- | -------------------------------------------- | -------------------------------------------- | -------------------------------------------- | -------------------------------------------- |
|                                              |                                              |                                              |                                              |                                              |
| År                                           |                                              |                                              | Folkmängd                                    | Areal (ha)                                   |
| 1950                                         | 1950                                         |                                              | 445                                          |                                              |
| 1960                                         | 1960                                         |                                              | 439                                          |                                              |
| 1965                                         | 1965                                         |                                              | 428                                          |                                              |
| 1970                                         | 1970                                         |                                              | 436                                          |                                              |
| 1975                                         | 1975                                         |                                              | 465                                          |                                              |
| 1980                                         | 1980                                         |                                              | 515                                          |                                              |
| 1990                                         | 1990                                         |                                              | 487                                          | 130                                          |
| 1995                                         | 1995                                         |                                              | 478                                          | 131                                          |
| 2000                                         | 2000                                         |                                              | 494                                          | 131                                          |
| 2005                                         | 2005                                         |                                              | 480                                          | 131                                          |
| 2010                                         | 2010                                         |                                              | 460                                          | 130                                          |
| 2015                                         | 2015                                         |                                              | 566                                          | 132                                          |
| 2020                                         | 2020                                         |                                              | 601                                          | 122                                          |
| Anm.: införlivade 2015 Smedstorpet           |                                              |                                              |                                              |                                              |

## Kommunikationer
Efter att grannorterna Heby och Morgongåva fått hållplatser för lokaltåg, har även det önskemålet förts fram i Vittinge. Inget beslut har dock ännu fattats om en tåghållplats i Vittinge, så tills vidare finns endast busskommunikationer.
Pendling till Uppsala är vanligt.

## Näringsliv
I Vittinge tillverkas bland annat takpannor vid Vittinge tegelbruk; i övrigt är bygden dominerad av lantbruksindustri, så som spannmålsproduktion och djurhållning. Omkring Vittinge ligger mindre tjärnar och sjöar som lockar badgäster, Tenasjön är en av dem. I Vittinge finns Vittinge kyrka en förskola och en f-3 skola.

## Idrott
Vittinge IK heter ortens idrottsklubb. Idag bedrivs mycket liten verksamhet inom klubben. Det finns ett herrfotbollslag och ett innebandylag för herrar. I fotbollen spelar a-laget i division 6 och i innebandy spelar laget i division 7.

## Vittinge i populärkultur
Owe Thörnqvists På festplatsen skildrar en danskväll i Vittingeparken.

## Galleri

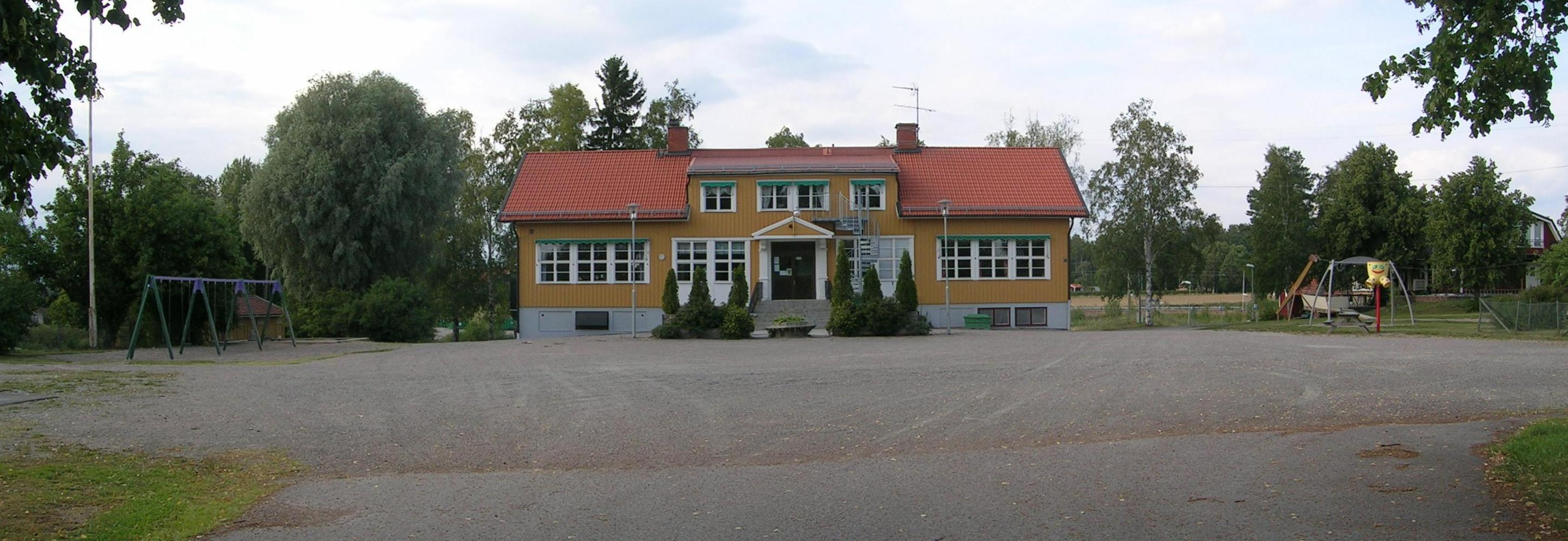
Ösby skola/Vittinge skola
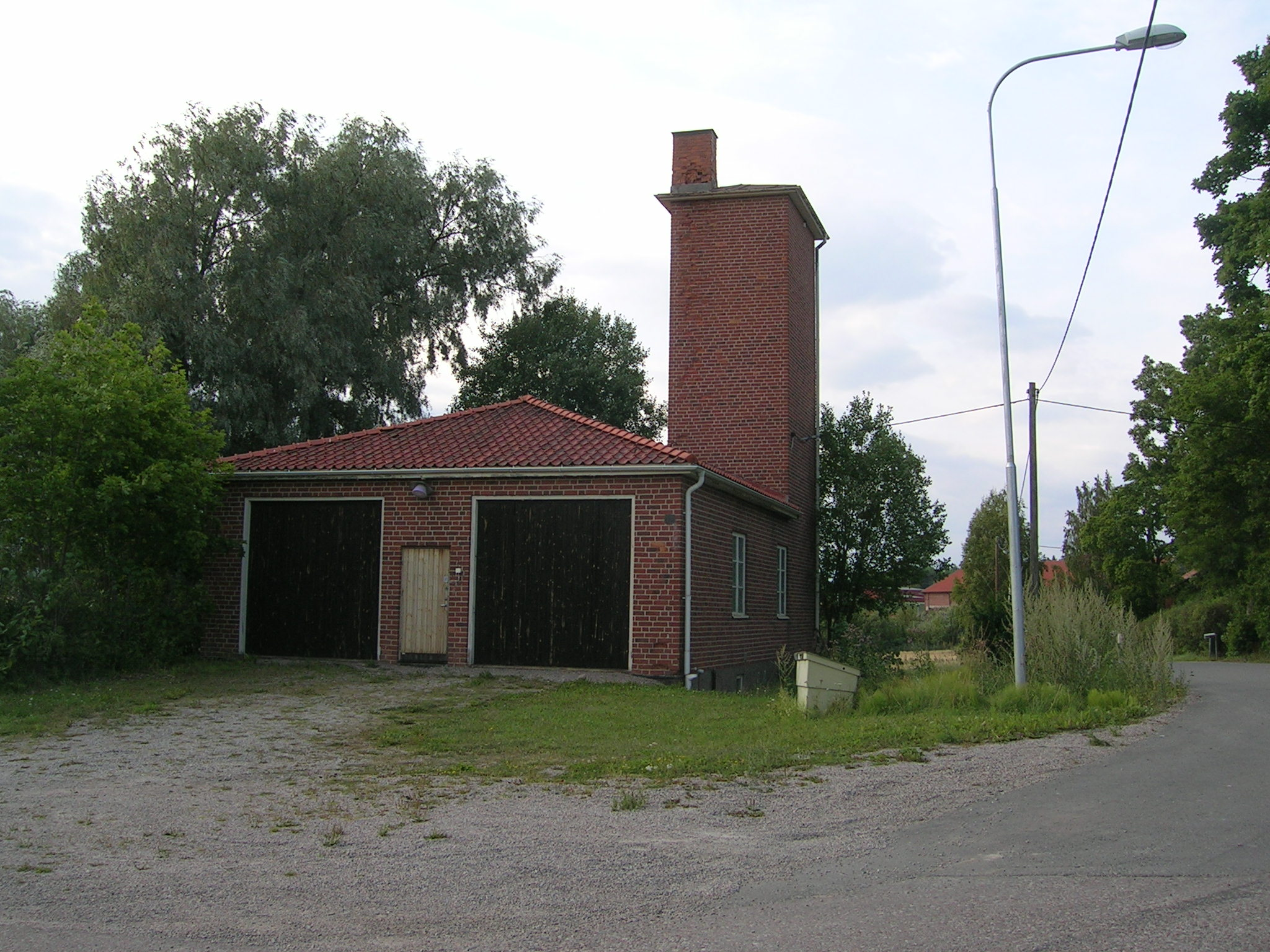
Gamla brandstationen i Vittinge
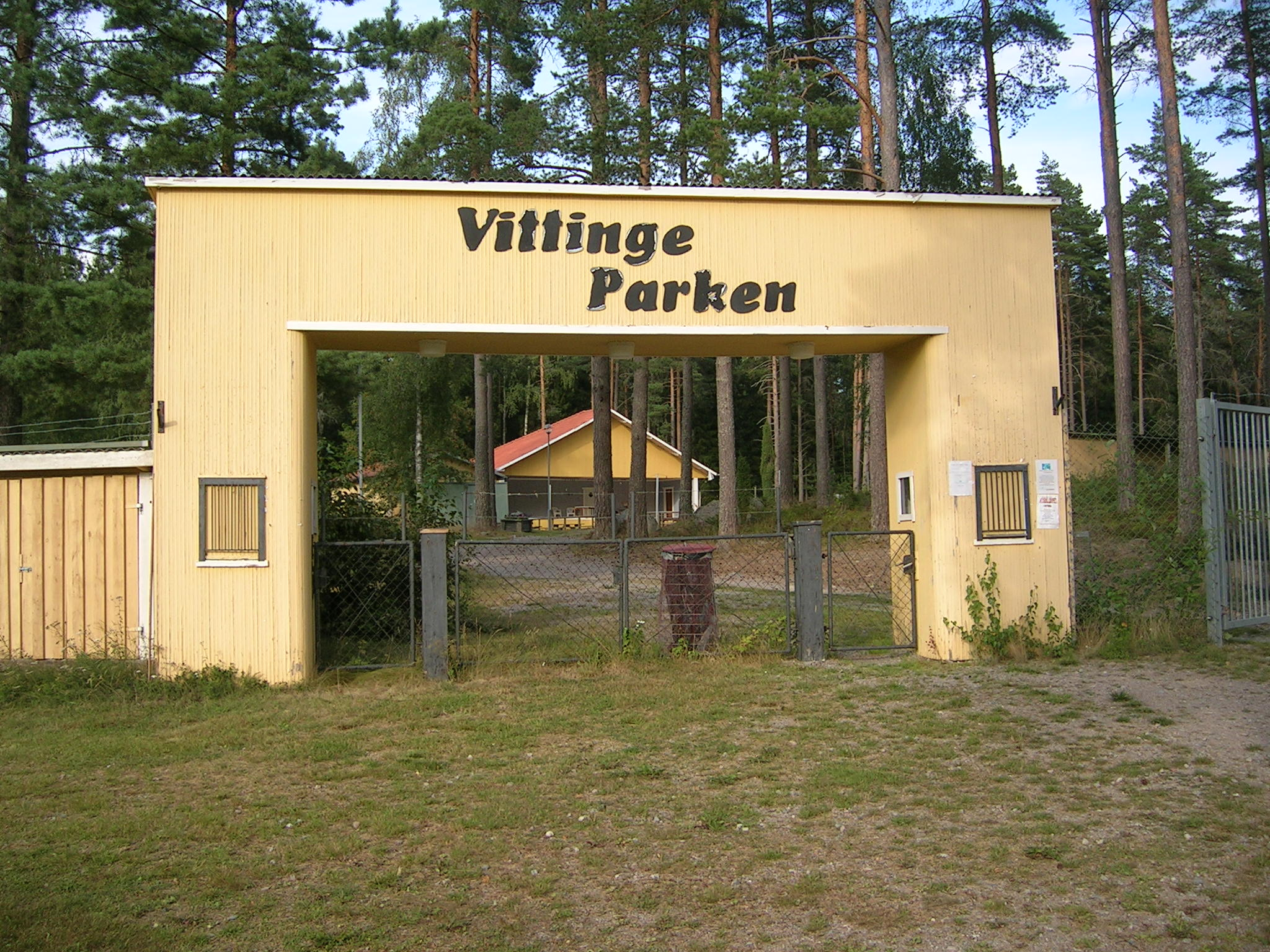
Vittingeparken
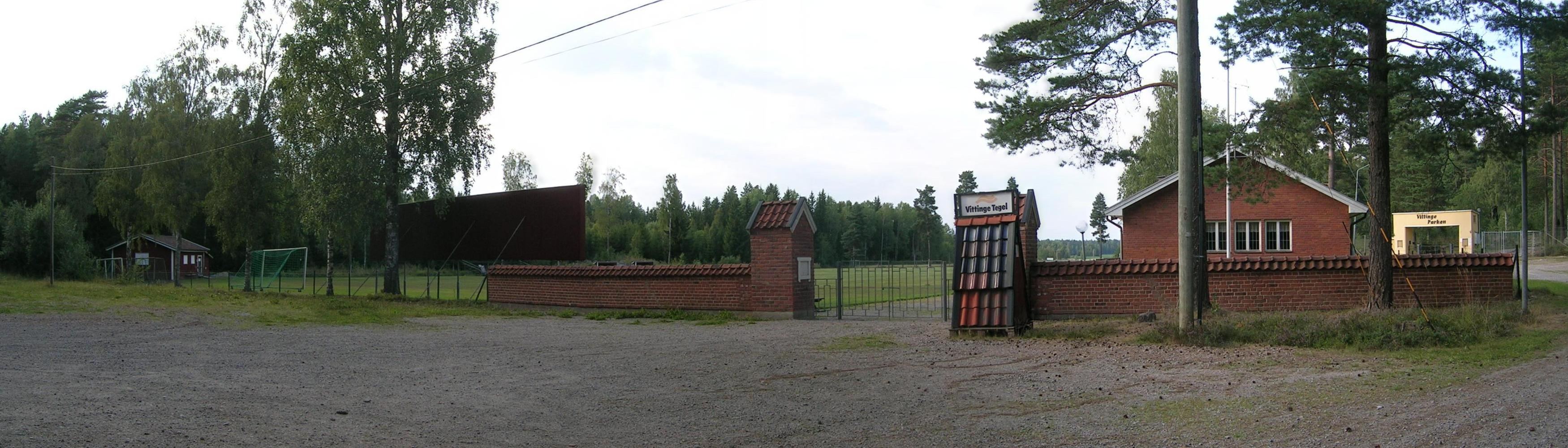
Vittinge IP